# Xanthotaenia sadija
Xanthotaenia sadija är en fjärilsart som beskrevs av Hans Fruhstorfer 1911. Xanthotaenia sadija ingår i släktet Xanthotaenia och familjen praktfjärilar. Inga underarter finns listade i Catalogue of Life.